# Karl Müller (Autor)
Karl „Kaschi“ Müller (* 23. März 1925 in Suhl; † 13. Juni 2011 ebenda) war der Textdichter des Rennsteiglieds, das als „heimliche Hymne Thüringens“ angesehen wird.
Karl Müller, ein ehemaliger Suhler Lehrer, wurde bekannt als langjähriger Jugendfreund und Textautor des Thüringer Komponisten und Volksmusikanten Herbert Roth. Außer Liedtexten für Herbert Roth und dessen Tochter Karin schrieb Karl Müller auch zwei Bücher.

## Schriften
- Das Rennsteiglied. Arfmann, Suhl 2001, ISBN 3-9804573-2-X.
- Erinnerungen an meinen Freund Herbert Roth. WOG, Suhl 1996, ISBN 3-9804573-1-1.

## Ehrungen
- Bundesverdienstkreuz am Bande (3. Juni 2003)[1]